# Lista monumentelor istorice din județul Cluj - Ș

Simbol utilizat pentru monumentele istorice

Lista monumentelor istorice din județul Cluj - Ș cuprinde monumentele istorice înscrise în Patrimoniul cultural național al României și aflate în localități din județul Cluj al căror nume începe cu litera Ș. 
Lista completă este menținută și actualizată periodic de către Ministerul Culturii, Cultelor și Patrimoniului Național din România, prin intermediul Institutului Național al Patrimoniului, ultima versiune datând din 2015. Această listă cuprinde și actualizările ulterioare, realizate prin ordin al ministrului culturii.
Puteți căuta un monument din județul Cluj folosind formularul de mai jos sau puteți naviga prin toate monumentele din județ la lista monumentelor istorice din județul Cluj.
| Cod LMI                              | Denumire                                            | Localitate                       | Localizare                                        | Datare, Creatori      | Imagine               | Erori             |
| ------------------------------------ | --------------------------------------------------- | -------------------------------- | ------------------------------------------------- | --------------------- | --------------------- | ----------------- |
| CJ-I-s-B-07198 (RAN: 59639.01)       | Situl arheologic de la Șardu, punct „Cremenea”      | sat Șardu; comuna Sânpaul        | „Cremenea”                                        |                       | Încarcă foto \| video | Raportează eroare |
| CJ-I-m-B-07198.01 (RAN: 59639.01.03) | Așezare                                             | sat Șardu; comuna Sânpaul        | „Cremenea” 46.85267°N 23.3812°E                   | Epoca bronzului       | Încarcă foto \| video | Raportează eroare |
| CJ-I-m-B-07198.02 (RAN: 59639.01.02) | Așezare                                             | sat Șardu; comuna Sânpaul        | „Cremenea” 46.85267°N 23.3812°E                   | Neolitic              | Încarcă foto \| video | Raportează eroare |
| CJ-I-m-B-07198.03 (RAN: 59639.01.01) | Așezare                                             | sat Șardu; comuna Sânpaul        | „Cremenea” 46.85267°N 23.3812°E                   | Paleolitic            | Încarcă foto \| video | Raportează eroare |
| CJ-I-s-B-07199 (RAN: 59639.02)       | Așezare                                             | sat Șardu; comuna Sânpaul        | La 1 km N-E de limita intravilanului              | sec. II - III p. Chr. | Încarcă foto \| video | Raportează eroare |
| CJ-I-s-A-07200 (RAN: 55142.01)       | Situl arheologic de la Șigău, punct „Tuțuoara”      | sat Șigău; comuna Jichișu de Jos | „Tuțuoara”                                        |                       | Încarcă foto \| video | Raportează eroare |
| CJ-I-m-A-07200.01 (RAN: 55142.01.02) | Așezare                                             | sat Șigău; comuna Jichișu de Jos | „Tuțuoara” 47.09687°N 23.71585°E                  | Epoca bronzului       | Încarcă foto \| video | Raportează eroare |
| CJ-I-m-A-07200.02 (RAN: 55142.01.01) | Așezare                                             | sat Șigău; comuna Jichișu de Jos | „Tuțuoara” 47.09687°N 23.71585°E                  | Eneolitic             | Încarcă foto \| video | Raportează eroare |
| CJ-I-s-B-07201 (RAN: 60151.01)       | Așezare                                             | sat Șoimeni; comuna Vultureni    | „Valea Fancica” - „La Cruce” 46.95124°N 23.5178°E | Preistorie            | Încarcă foto \| video | Raportează eroare |
| CJ-I-s-A-07202 (RAN: 60151.02)       | Așezare fortificată                                 | sat Șoimeni; comuna Vultureni    | „Piatra șoimilor” 46.95352°N 23.53716°E           | Preistorie            | Încarcă foto \| video | Raportează eroare |
| CJ-I-s-A-07203                       | Situl arheologic de la Șoimeni, punct „Grecea”      | sat Șoimeni; comuna Vultureni    | „Grecea”                                          |                       | Încarcă foto \| video | Raportează eroare |
| CJ-I-m-B-07203.01 (RAN: 60151.03.02) | Așezare                                             | sat Șoimeni; comuna Vultureni    | „Grecea” 46.95121°N 23.49391°E                    | sec. IV - VII         | Încarcă foto \| video | Raportează eroare |
| CJ-I-m-B-07203.02 (RAN: 60151.03.01) | Așezare                                             | sat Șoimeni; comuna Vultureni    | „Grecea” 46.95121°N 23.49391°E                    | Epoca bronzului       | Încarcă foto \| video | Raportează eroare |
| CJ-I-m-A-07203.03 (RAN: 60151.03.03) | Așezare fortificată                                 | sat Șoimeni; comuna Vultureni    | „Grecea” 46.95121°N 23.49391°E                    | Preistorie            | Încarcă foto \| video | Raportează eroare |
| CJ-II-m-B-07775 (RAN: 59639.05)      | Ruinele bisericii reformate                         | sat Șardu; comuna Sânpaul        | 64                                                | 1300                  | Încarcă foto \| video | Raportează eroare |
| CJ-II-m-B-07776 (RAN: 59639.06)      | Biserica de lemn „Sf. Arhangheli Mihail și Gavriil” | sat Șardu; comuna Sânpaul        | 173 46.85804°N 23.39384°E                         | 1752                  | Alte imagini          | Raportează eroare |
| CJ-II-m-B-07777 (RAN: 60151.05)      | Moara Szabo                                         | sat Șoimeni; comuna Vultureni    | 128                                               | 1750                  | Încarcă foto \| video | Raportează eroare |